# Ян ван ден Геке
Ян ван ден Геке або Ян ван ден Геке старший(нід. Jan van den Hecke 1620, Ронзе біла Ауденарде — 1684, Антверпен) — південнонідерландський художник XVII ст. Створював пейзажі, розробляв побутовий жанр і різні типи натюрмортів.

## Життєпис
Ян ван ден Геке народився у селищі, що було роташоване у 10 кілометрах від міста Ауденарде, Східна Фландрія. 
1636 року він вже рахувався учнем у Гільдії св. Луки міста Антверпен. Його вчителем був Абрахам Хак, малювати квіти його навчав майстер квіткових натюрмортів Єронім Галле (1625-1679). По сплаті вхідного взноса ван ден Геке став членом гільдії св. Луки міста Антверпен 1641 чи 1642 року.

## Італійський період
Художник починав рахуватися майстром тоді, коли створив освітню подорож. Відомо, що Ян ван ден Геке відбув у Рим, але невідомо, у які саме роки він праював у Італії. Можливо, він був членом товариства «Перелітні птахи», але архів товариства не був створений, а свідоцтва про його членів носять уривчастий і неповний характер.

## Праця у Брюсселі
У 1650-і роки він працював у місті Брюссель. Достеменно не відомо, чи працював він по замовам тодішнього намісника у Південних Нідерландах ерцгерцога Леопольда вільгельма Австрійського, прихильника мистецтв і колекціонера живопису. Відомо, що низка майстерно створених натюрмортів ван ден Геке опинилась у картинній галереї ерцгерцога і через неї пізніше потрапила до збірок Музею історії мистецтв у Відні.

## Останні роки у Антверпені
1657 року він повернувся у Антверпен, де пройшли останні роки його життя. 1660 року він узяв шлюб із Марією Хейєнс. В родині було троє дітей. Старший син, відомий як Ян ван ден Геке молодший, народився 1661 року і також став майством різних за різновилами натюрмортів.
Ян ван ден Геке мав у місті майстерню, де окрім старшого сина мав учнів. Серед них — Петер де Клерк (роки учнівства 1672-73) та Петер Вандел Елстратен ( роки учнівства 1657-60).
Митець помер у Антверпені 1684 року.

## Обрані твори (перелік)
- «Мародери»

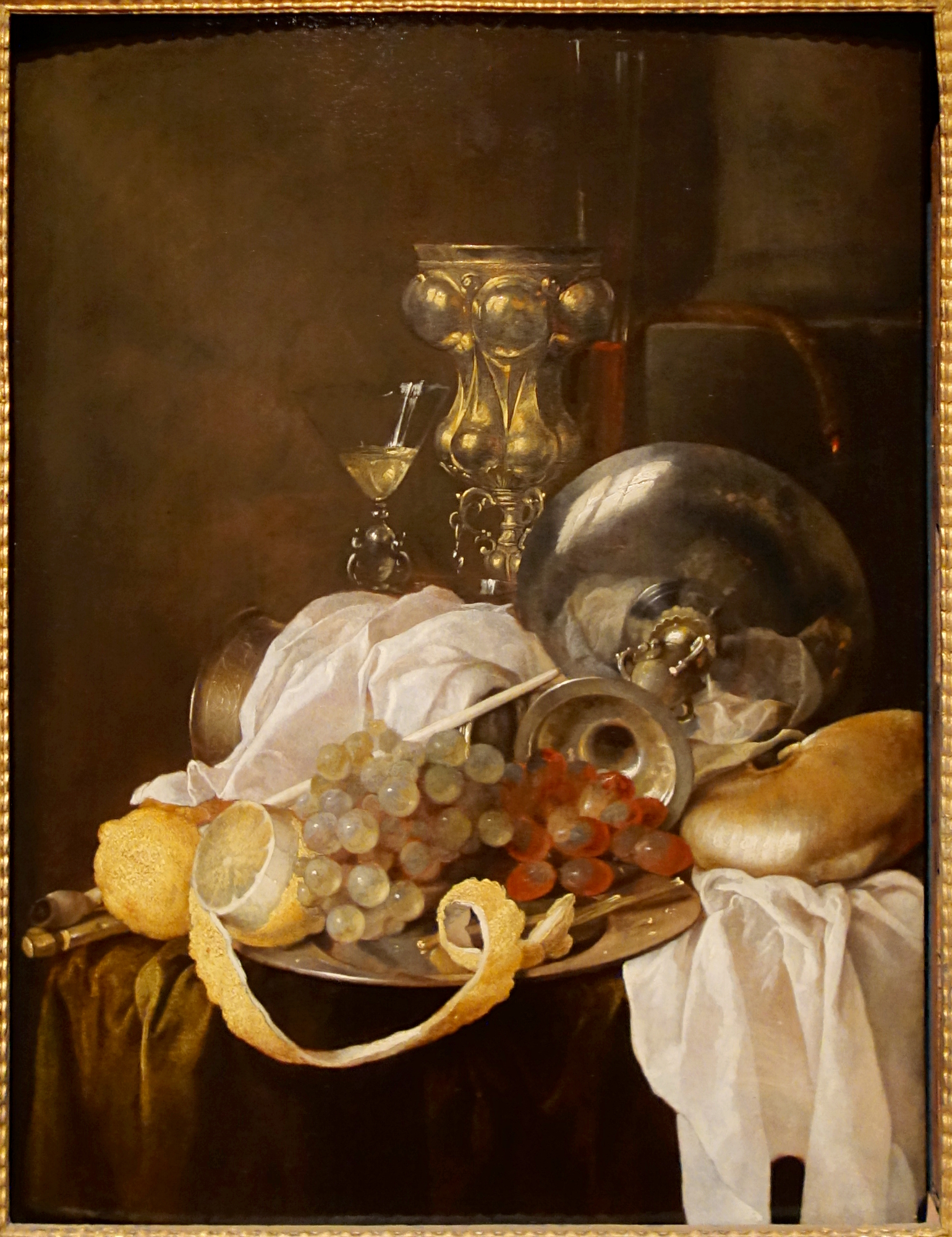
Ян ван ден Геке. «Натюрморт з коштовним посудом і виноградом», Музей Камбре

- «Портрет невідомого молодика у гірлянді квітів»
- «Сніданок» (натюрморт), Національний музей мистецтв імені Богдана та Варвари Ханенків
- «Квіти на кам'яній консолі»
- «Весняні квіти на столі»
- «Коханці серед руїн»
- «Нарциси і тюльпани в скляній вазі»
- «Натюрморт з коштовним посудом і виноградом», Музей Камбре
- «Гірлянда квітів»
- «Фрукти, овочі і квіти в плетеному кошику», Музей Вікторії й Альберта, Лондон
- «Алегорія слуху»

## Обрані твори (галерея)

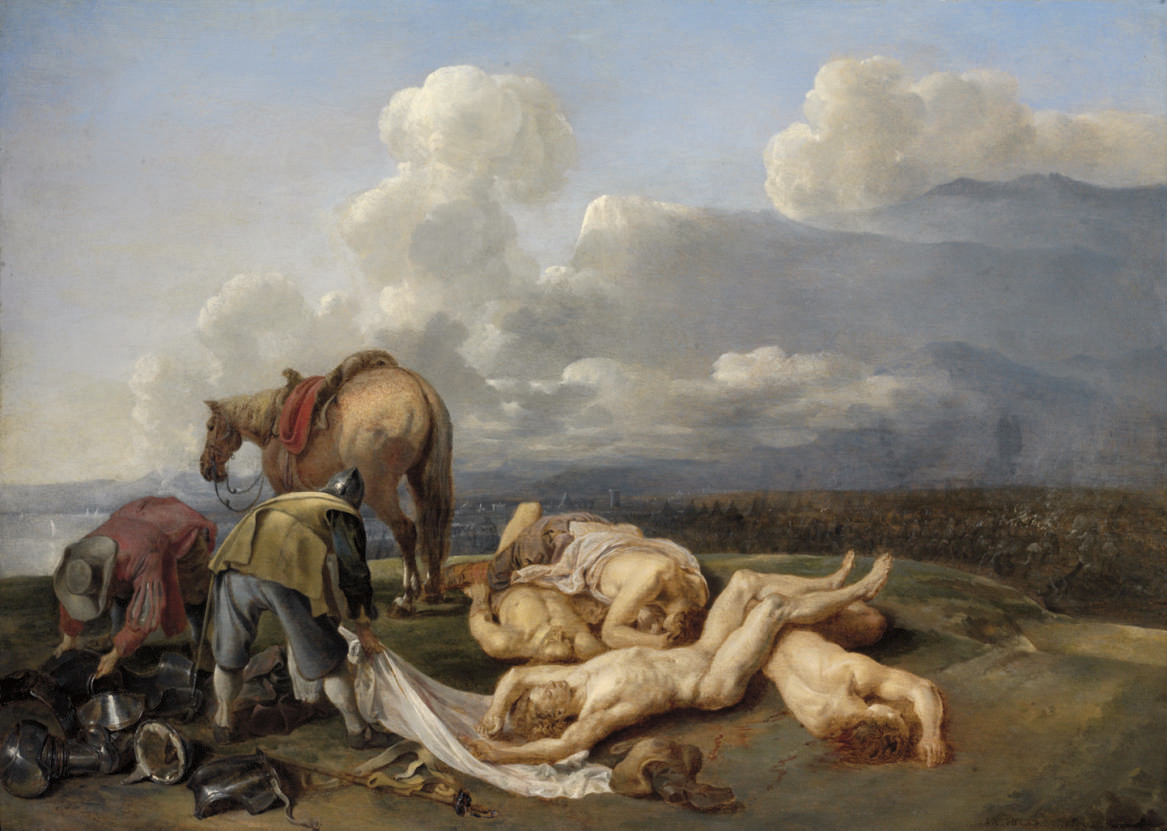
Ян ван ден Геке. «Мародери»

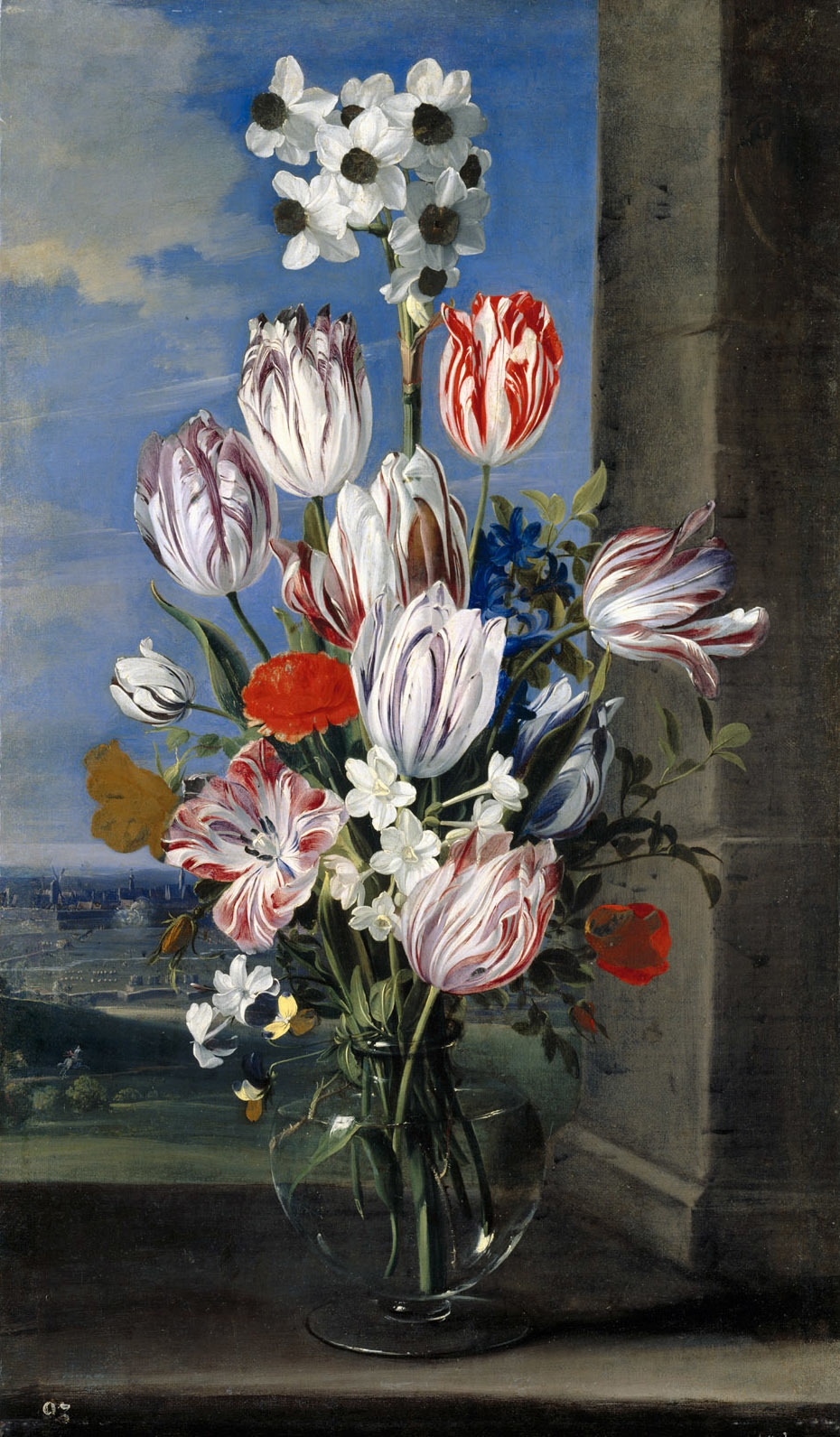
Ян ван ден Геке. «Букет квітів в скляній вазі на тлі пейзажу», Музей історії мистецтв, Відень

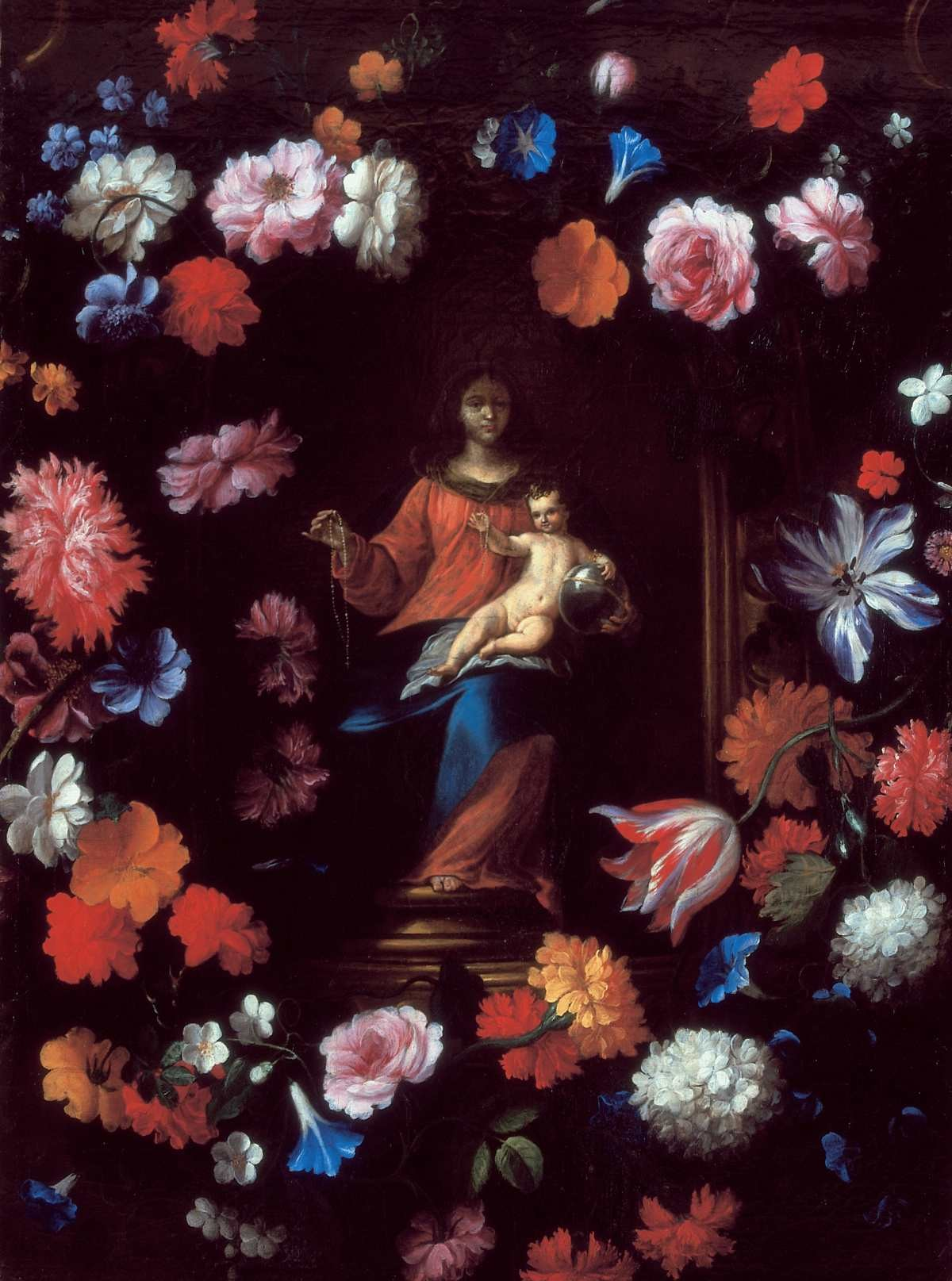
Ян ван ден Геке. «Мадонна з немовлям у гірлянді з троянд»
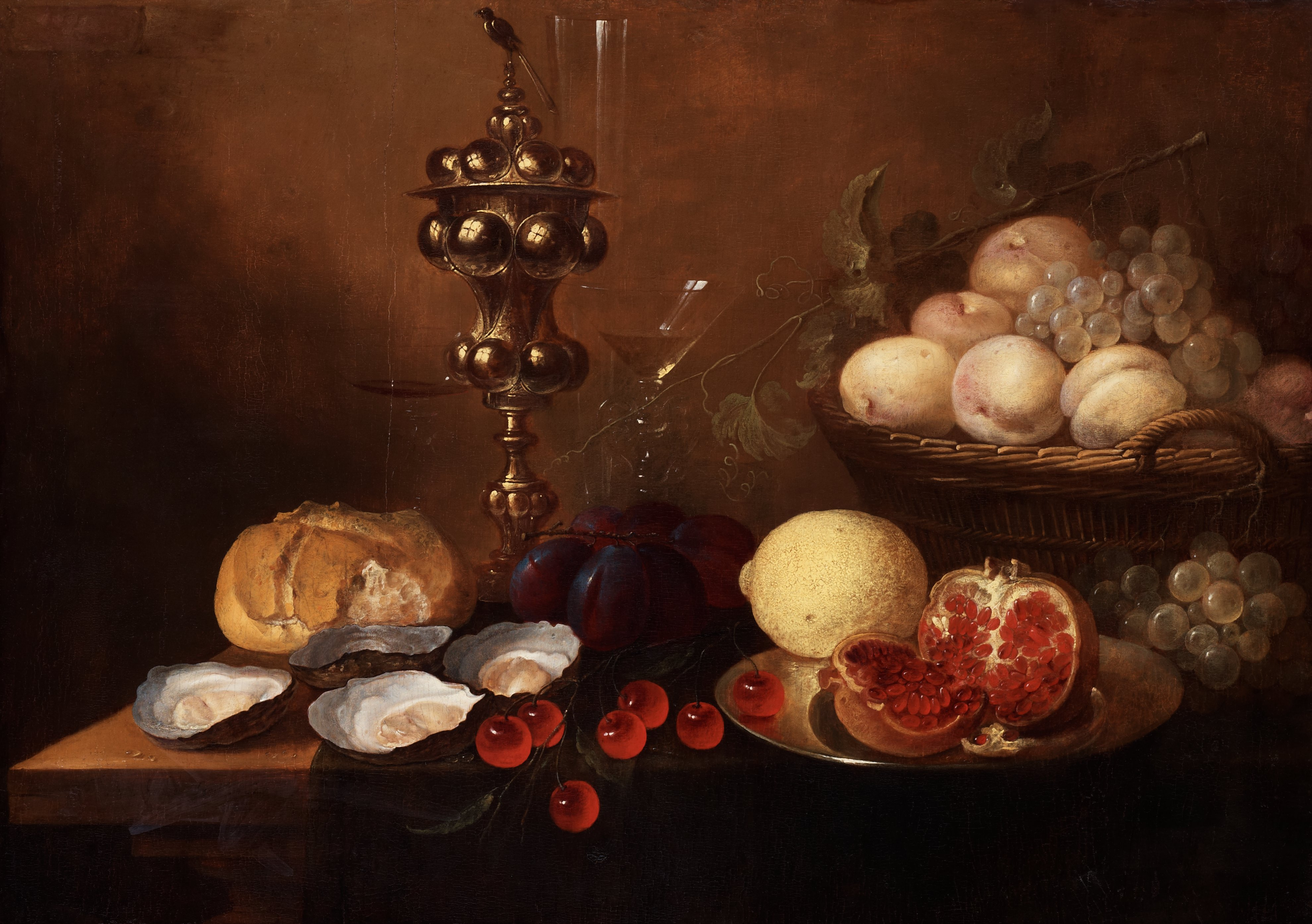
Ян ван Ден Геке.  «Натюрморт з фруктами, устрицями і золоченим келихом»
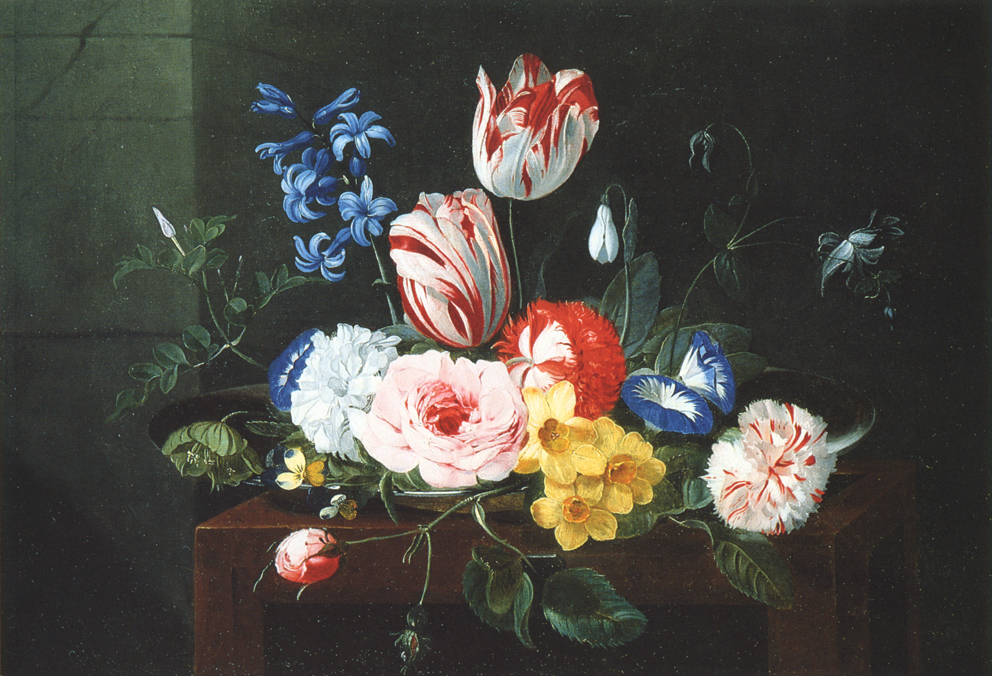
Ян ван ден Геке. «Весняні квіти»
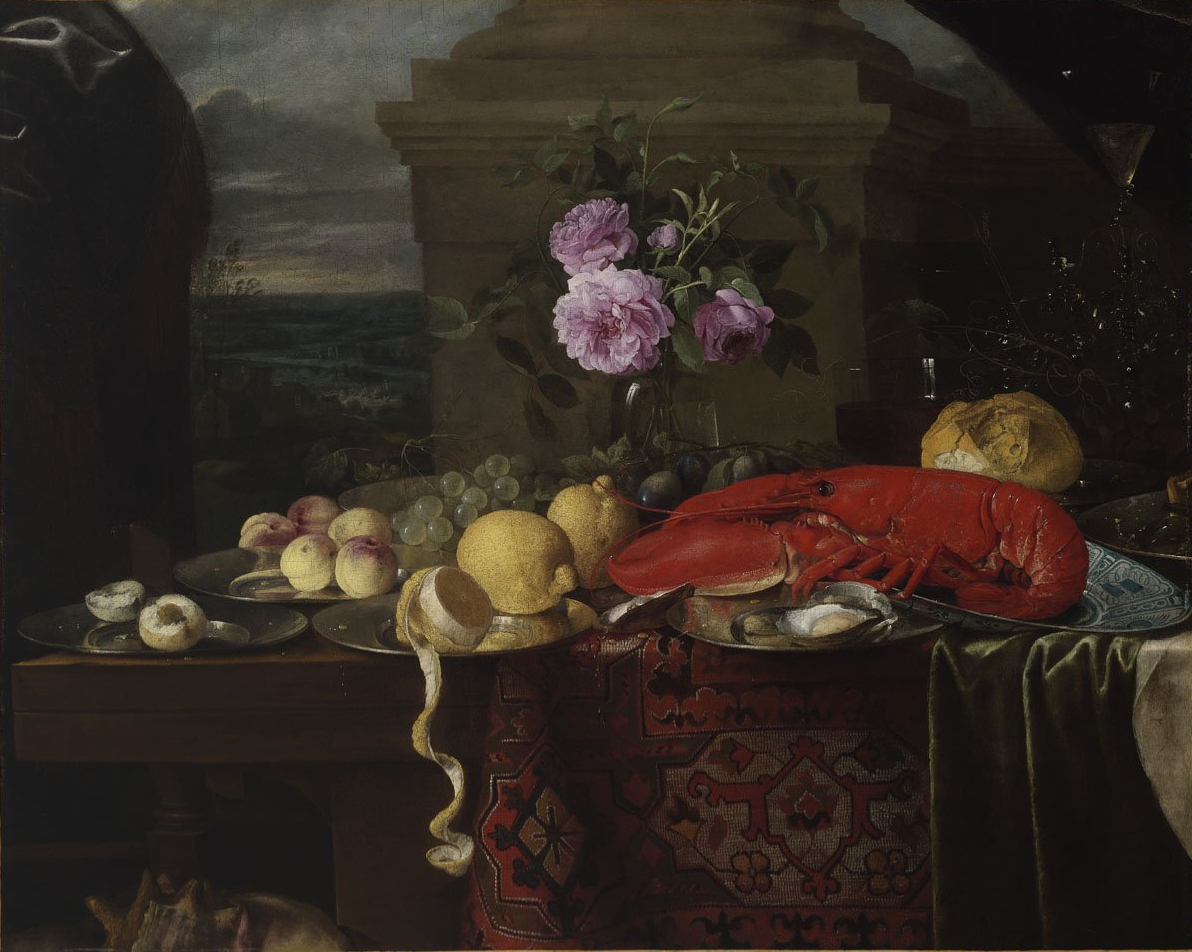
Ян ван ден Геке. «Натюрморт з фруктами, трояндами і омаром», Музей образотворчих мистецтв (Будапешт)
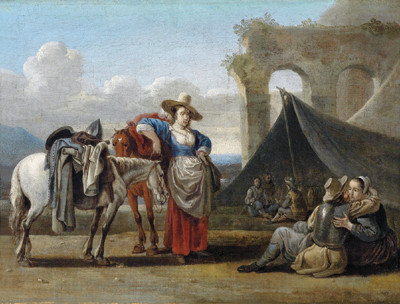
Ян ван ден Геке. «Коханці серед руїн»
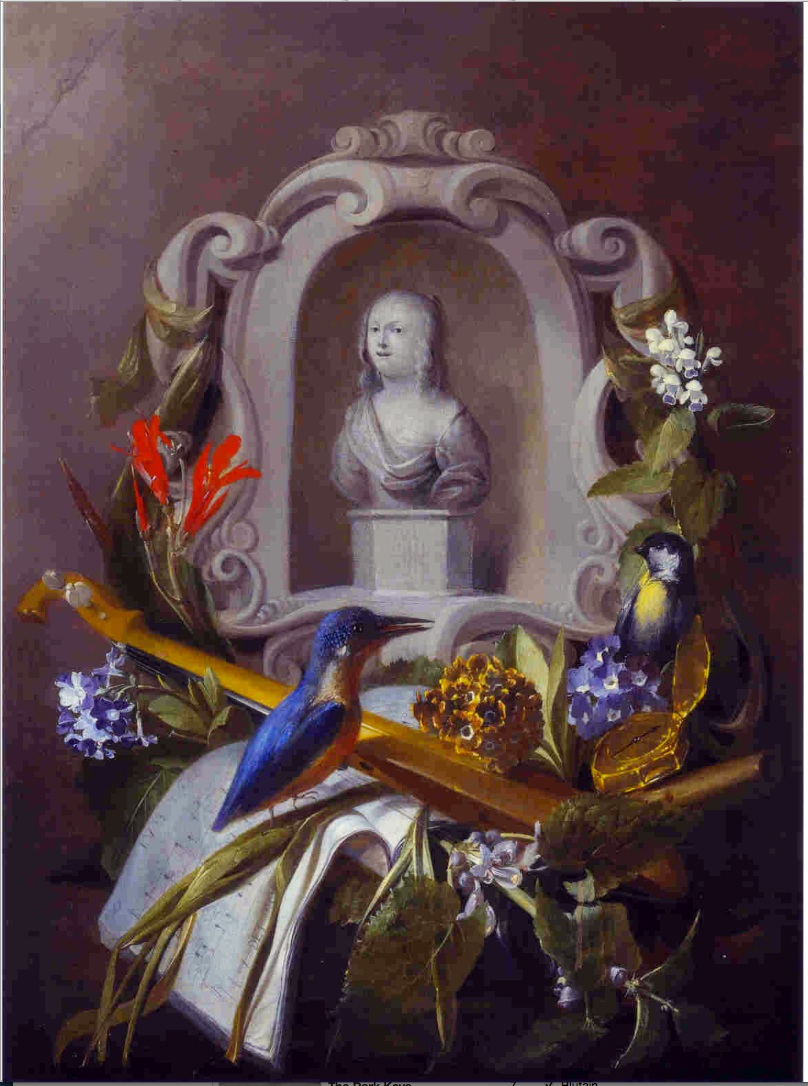
Ян ван ден Геке. «Алегорія слуху»